# Flügelkanüle

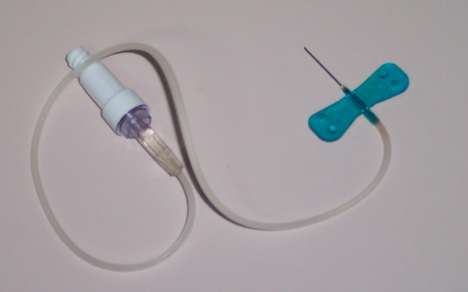
Butterfly-Kanüle

Die Flügelkanüle (umgangssprachlich auch englisch Butterfly oder Schmetterling genannt) ist eine besondere Form der Kanüle. Sie dient der Blutentnahme, kann aber auch zur kurzfristigen intravenösen Applikation von Medikamenten oder Flüssigkeitstherapie verwendet werden.
Die Flügelkanüle besteht aus einer meist sehr feinen Kanüle, die mit zwei biegsamen Flügeln aus Kunststoff und einem Schlauch versehen ist. Mit Hilfe der zusammengeklappten Kunststoffflügel kann die Flügelkanüle sicher und präzise während der Punktion geführt werden. Nach der Punktion können die Kunststoffflügel flach auf die Haut geklappt und mit einem Heftpflasterstreifen fixiert werden. Die Flügelkanüle hat den Vorteil, sich durch Bewegungen am Luer-Lock, z. B. beim Wechseln von Blutentnahmeröhrchen, nicht mitzubewegen und wird deshalb meist bei sehr kleinen, fragilen Venen verwendet. Auch ist die Anwendung schmerzärmer und venenschonender als bei dickeren Kanülen.
Neuere Modelle, Safety-Butterflys, verfügen über eine Schutzhülle, die nach Verwendung über die Nadel geschoben wird und in dieser Position einrastet. Dies hilft Nadelstichverletzungen und die Wiederverwendung von Nadeln zu vermeiden.
Flügelkanülen wurden anfänglich für die Punktion der Schädelvenen bei Neugeborenen und Säuglingen entwickelt.

## Übersichts- und Vergleichs-Tabelle für die Farbcodierungen, Maße und Größen von Kanülen
| Pravaz-System (Gr.)                     |             |            |            |        |            |            |      |              |          |                 | 1    | 2               | 12       | 14    | 15    | 16           | 17              | 18       | 20       | 21                      | 22                      |                         |                         |                         | 23                      |                         |
| Länge nach Pravaz-System                |             |            |            |        |            |            |      |              |          |                 | 38   | 35              | 32       | 30    | 26    | 26           | 26              | 23       | 22       | 20                      | 20                      |                         |                         |                         | 20                      |                         |
| Größe in Gauge (G)                      | 10          | 11         | 12         | 13     | 14         | 15         | 16   | 17           | 18       | 19              | 20   | 21              | 22       |       |       | 23           | 24              | 25       | 26       | 27                      | 28                      | 29                      | 30                      |                         |                         |                         |
| Farbe nach ISO 6009 bzw. DIN 13095      | braun- oliv | gelb- grün | weiß- blau | purpur | weiß- grün | blau- grau | weiß | rot- violett | rosa     | creme elfenbein | gelb | dunkel- grün    | schwarz  | blau* | *     | dunkel- blau | mittel- pur pur | orange   | braun    | mittel- grau            | blau-grün               | rot                     | gelb                    | *                       | *                       | *                       |
| Außendurchmesser (mm) nach ISO/DIN 9626 | 3,4         | 3,0        | 2,7        | 2,4    | 2,1        | 1,8        | 1,6  | 1,4          | 1,2      | 1,1             | 0,9  | 0,8             | 0,7      | 0,65* | 0,65* | 0,60         | 0,55            | 0,50     | 0,45     | 0,40                    | 0,36                    | 0,33                    | 0,30                    | 0,28*                   | 0,26*                   | 0,25*                   |
| Charrière / French (Charr., Ch., Fr.)   | 10,2        | 9          | 8,1        | 7,1    | 6,3        | 5,4        | 4,8  | 4,2          | 3,6      | 3,3             | 2,7  | 2,4             | 2,1      | 2,0   | 2,0   | 1,8          | 1,65            | 1,50     | 1,35     | 1,20                    | 1,09                    | 1                       | 0,9                     | 0,84                    | 0,78                    | 0,75                    |
| gebräuchliche Längen (mm)               |             |            |            | 80     |            |            |      | 40           | 40 50 70 |                 | 38   | 30 35 40 50 120 | 16 30 32 | 30    | 26    | 16 26 30     | 26              | 16 24 26 | 10 16 23 | 6, 8, 10, 12, 20 und 22 | 6, 8, 10, 12, 20 und 22 | 6, 8, 10, 12, 20 und 22 | 6, 8, 10, 12, 20 und 22 | 6, 8, 10, 12, 20 und 22 | 6, 8, 10, 12, 20 und 22 | 6, 8, 10, 12, 20 und 22 |

* Die DIN/ISO-Vorschriften ordnen den Größenangaben in Gauge den Außendurchmesser und die Farbe zu. Sobald also keine Maßzahl in Gauge angegeben ist, sind die entsprechenden Angaben in der Zeile nicht der DIN/ISO-Norm entnommen, sie sind nur der Übersicht halber enthalten.